# Rybi pęcherz
Rybi pęcherz – asymetryczny motyw dekoracyjny o kształcie przypominającym pęcherz pławny ryby. Porównywany również do kształtu kijanki z okrągłą lub spiczastą głową i zakrzywionym, szpiczastym ogonem.
W okresie późnego gotyku stosowany najczęściej w płaskorzeźbach i jako maswerk w otworach okiennych.
Rybi pęcherz nazywa się czasem vesica piscis.

Przykłady zastosowania
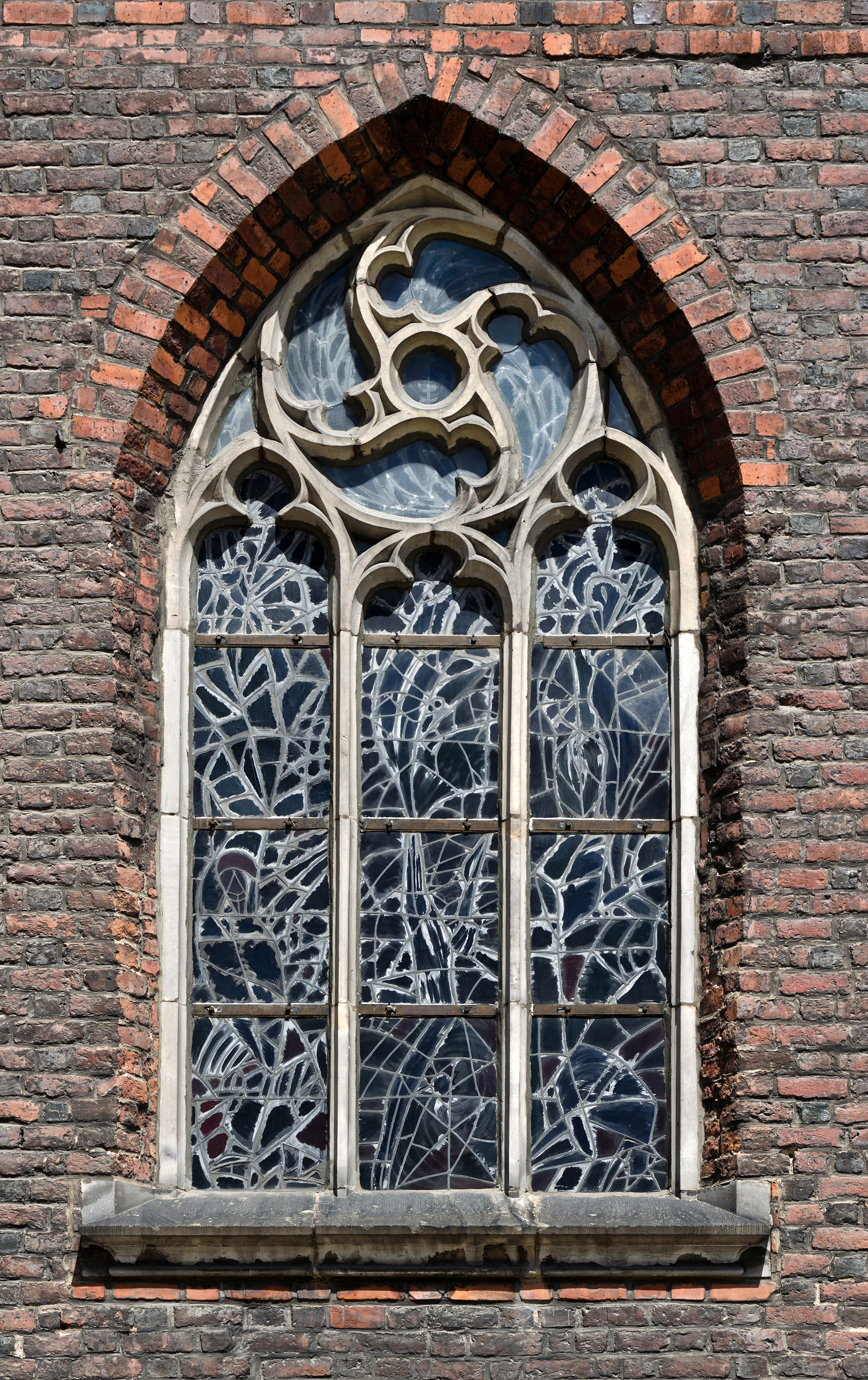
Maswerk z motywem rybiego pęcherza.
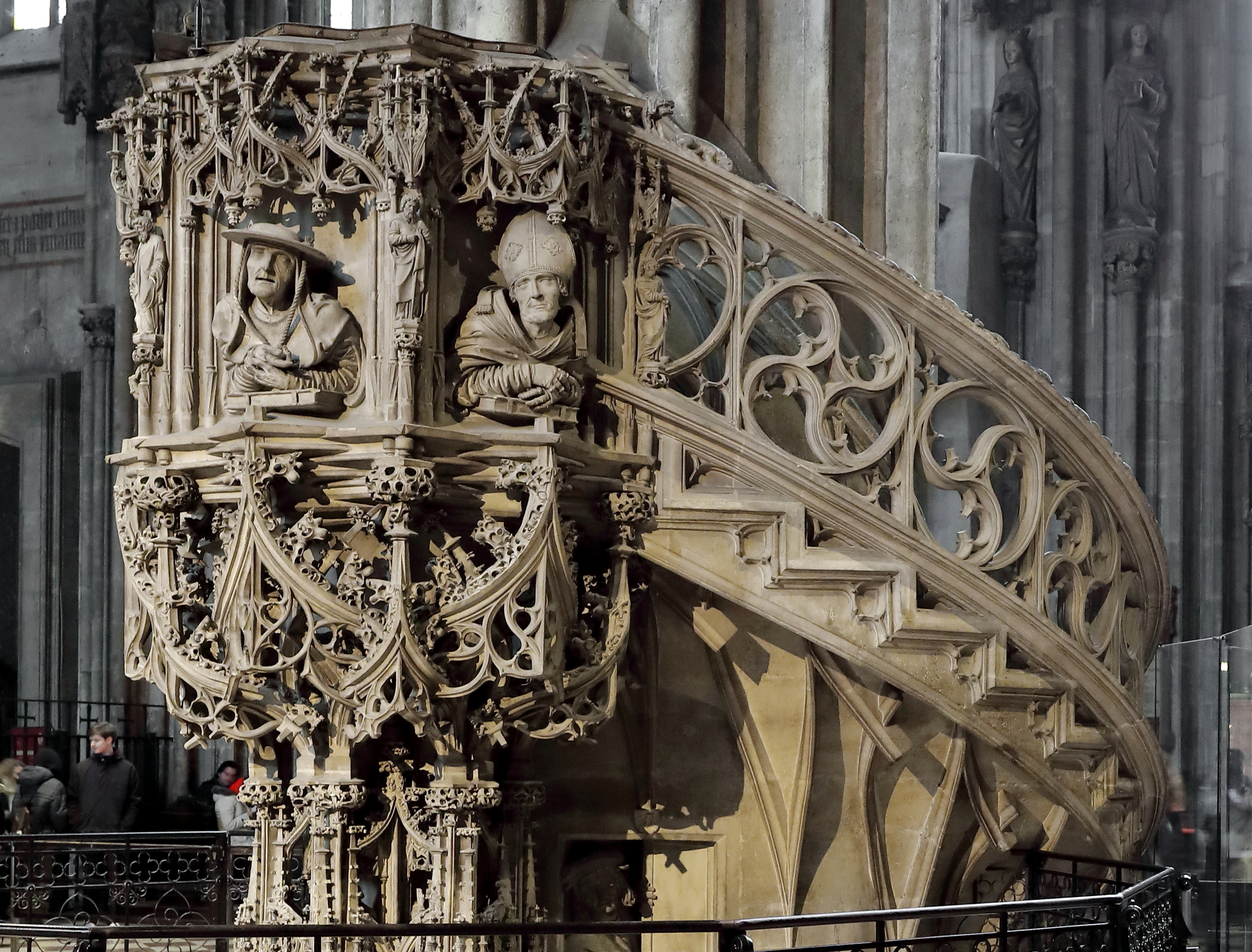
Kazalnica w katedrze wiedeńskiej.
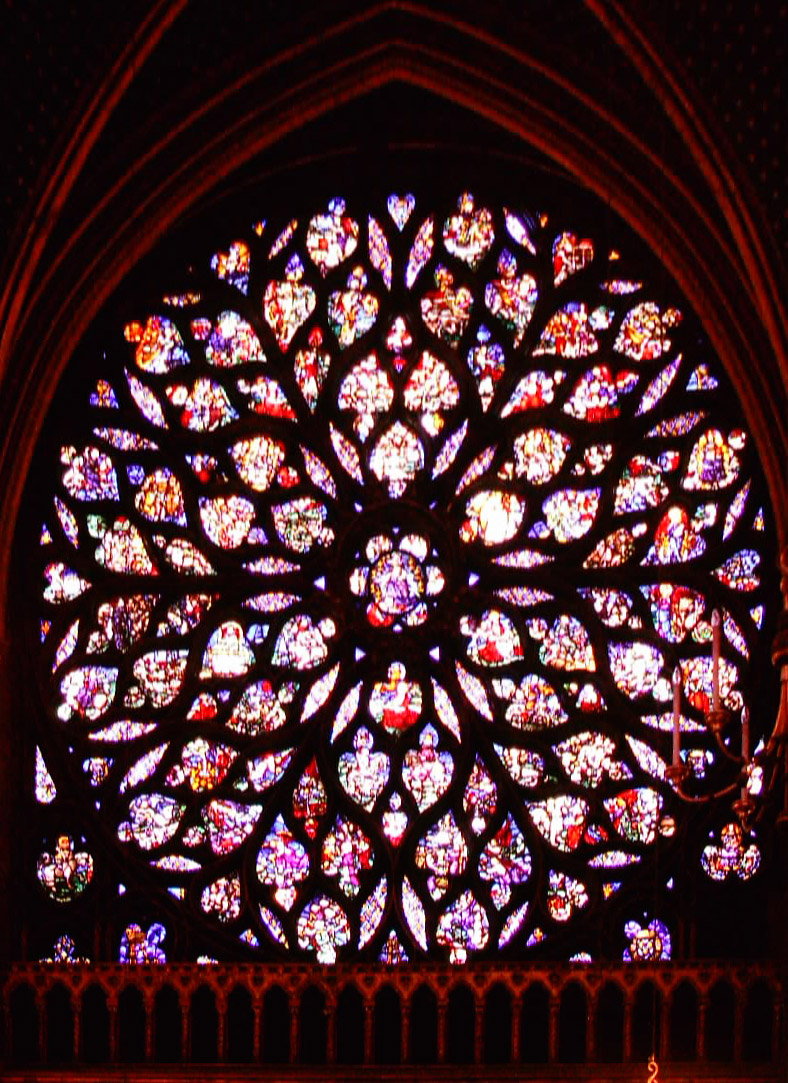
Flamboyant z kościoła Sainte-Chapelle.

Podwójny pęcherz – diagramy
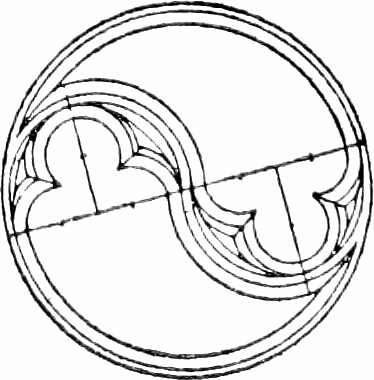
Symbol taijitu obrócony okąt 90°

Potrójny pęcherz – diagramy

Poczwórny pęcherz – diagramy
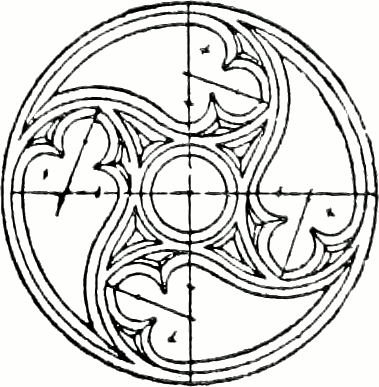
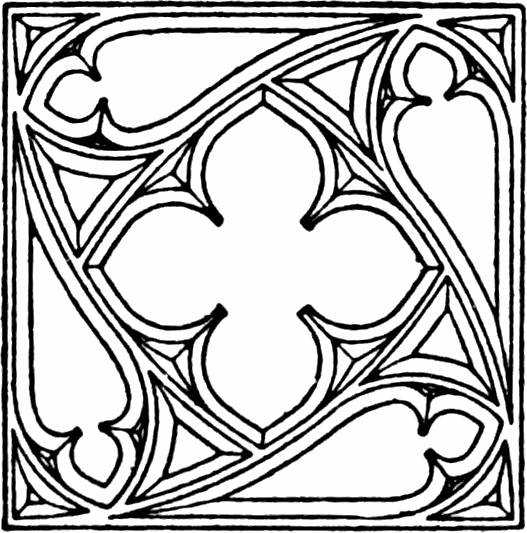

Sześć pęcherzy – diagramy
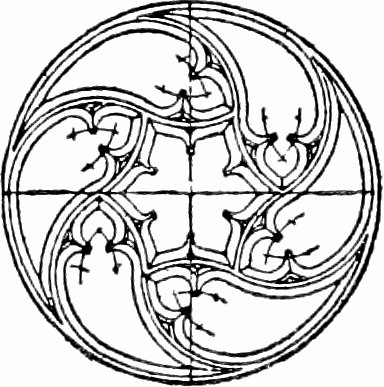